# Robby Krieger (album)
| Recensione | Giudizio |
| ---------- | -------- |
| AllMusic   | [ 1 ]    |

Robby Krieger è un album discografico del chitarrista rock statunitense Robby Krieger, pubblicato dall'etichetta discografica Cafe Records nel novembre del 1985.

## Tracce
Lato A
1. Bag Lady – 9:00 (Don Preston)
2. Reggae Funk – 4:19 (Robby Krieger)
3. Bass Line Street – 3:51 (Robby Krieger)

Lato B
1. Costa Brava – 3:24 (Robby Krieger)
2. Noisuf – 14:44 (Arthur Barrow, Robby Krieger)

## Musicisti
- Robby Krieger - chitarre (Gibson 355 Mono Guitar, Ramirez Flamenco Guitar)
- Arthur Barrow - basso (Fender Jazz e Fretless Bass)
- Bruce Gary - batteria, piatti (Gretsch Drums, Paistle Cymbals)
- Don Preston - tastiere, sintetizzatori

Note aggiuntive
- Robby Krieger - produttore
- Registrato al Variety Arts Theatre di Los Angeles, California
- Mike Smith - ingegnere delle registrazioni (per la Slick Productions), note di retrocopertina album
- Ringraziamento per Richard Linnell e Herb Belkin
- Bill Walker - management (per la What's In It For Me, Inc.)[3]